# 背石球蛛
背石球蛛（学名：Theridion melanostictum）为球蛛科球蛛属的动物。分布于中东、美国以及中国大陆的四川、海南、广西等地，常见于甘蔗的叶腋间。